# Cask strength

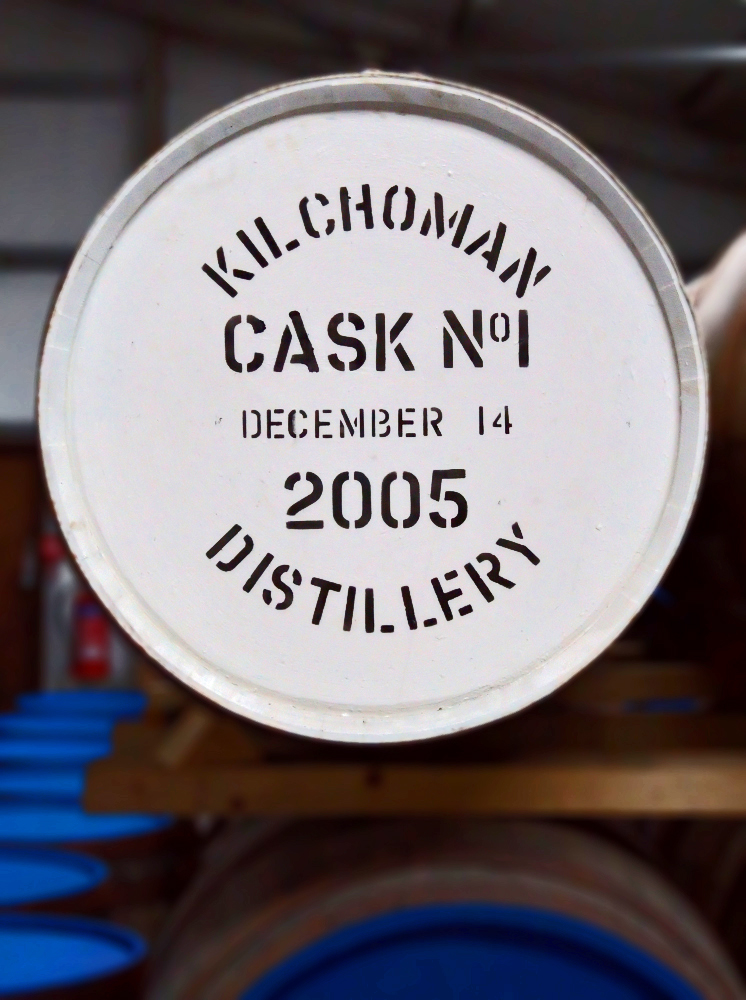
Ett whiskyfat märkt "cask".

Cask strength är ett mått på alkoholstyrkan på whiskyn när den mognar i faten (cask) innan den buteljeras.
Whisky i faten, brukar ha en alkoholstyrka runt 60-65% . Normalt blandas whiskyn ut med vatten, så alkoholstyrkan i användning ligger runt 40%. Det förekommer dock undantagsvis att whisky buteljeras outspädd och säljs som "cask strength".
Cask-styrka whisky har en speciell tjusning för entusiaster som söker ett ofiltrerat möte med denna historiska anda. Buteljerade direkt från fatet utan utspädning, erbjuder de en ren, intensiv smak som fångar essensen av whisky i sin mest autentiska form.
Oförfalskad smak: Den främsta överklagandet av cask strength whisky ligger i dess renhet. Frånvaron av utspädning bevarar whiskyns ursprungliga karaktär, vilket gör att aficionados kan smaka den som den var i fatet. Detta resulterar i en rik, komplex smakprofil som ligger närmare destillatörens vision.
Anpassningsbar upplevelse: Dessa whisky erbjuder den unika möjligheten att anpassa sin dryckesupplevelse. Att tillsätta vatten för inte bara alkoholnivån till en önskad styrka utan kan också låsa upp nya lager av smak, vilket gör varje klunk till en skräddarsydd utforskning.